# Пілігримова
Пілігри́мова (рос. Пилигримова) — присілок у складі Тугулимського міського округу Свердловської області.
Населення — 15 осіб (2010, 18 у 2002).
Національний склад станом на 2002 рік: росіяни — 100 %.